# Tilted Mill Entertainment
Tilted Mill Entertainment es una empresa desarrolladora de videojuegos ubicada en Framingham, Massachusetts. Fue fundada en 2001 por Impressions Games; Chris Beatrice, Peter Haffenreffer y Jeff Fiske.
La empresa emplea a 57 funcionarios para las áreas de diseño, programación, creatividad y administración. Tilted Mill Entertainment desarrolló la quinta secuela de la serie SimCity, titulada SimCity Societies (todos los títulos anteriores a esta versión se habían desarrollado por Maxis).
El 11 de julio de 2008 Tilted Mill Etertainment anunció la creación de su primer videojuego independiente titulado Hinterland, que trata de construir y llevar una pequeña aldea, poblada por simples habitantes que luchan por sobrevivir y prosperar en un mundo de fantasía medieval. El juego fue lanzado por Steam el 30 de septiembre de 2008.

## Juegos diseñados por Tilted Mill Entertainment
- Children of the Nile: un creador de ciudades en el Antiguo Egipto publicado por Myelin Media.
- Caesar IV: un creador de ciudades en la Antigua Roma publicado por Sierra Entertainment.
- SimCity Societies: un creador de ciudades el cual es un spin-off de la franquicia SimCity publicado por Electronic Arts.
- Hinterland: un videojuego de rol y de construcción de ciudades habituado en un mundo medieval de fantasía publicado por Steam.